# Route nationale 775
Pour les articles homonymes, voir Route 775.
La route nationale 775 ou RN 775 était une route nationale française reliant Kerboulard à Segré. À la suite de la réforme de 1972, elle a été déclassée en RD 775, à l'exception du tronçon de Châteaubriant à Pouancé qui a été renommé RN 171.

## Ancien tracé de Kerboulard à Segré

### Ancien tracé de Kerboulard à la Croix-Laurent (D 775)
- Kerboulard, commune de Saint-Nolff
- Questembert
- Allaire
- Redon, où elle rencontrait la RN 164
- Saint-Nicolas-de-Redon
- Guémené-Penfao
- Derval
- Lusanger
- La Croix Laurent, commune de Saint-Aubin-des-Châteaux, où elle rencontrait la RN 771

### Ancien tracé de Châteaubriant à Segré (N 171 et D 775)
- Châteaubriant
- Soudan
- Pouancé
- Vergonnes
- Noyant-la-Gravoyère
- Segré

Dans les années 2000, la dénomination RD 775 a été prolongée pour le tronçon Segré-Angers (déclassement de la RN 162). Depuis le tronçon Pouancé-Angers forme la partie angevine de l'axe Rennes-Angers. 

## Histoire
La portion allant de La Vraie-Croix à Allaire et passant par Questembert emprunte le tracé de l'ancienne voie romaine Darioritum (Vannes)-Juliomagus (Angers),.